# Vicky Pruim
Vicky Pruim (Antwerpen, 24 april 1974) is een vrouwelijke dartsspeler uit Zweden van Belgische afkomst.
Pruim haalde de finale van de WDF Europe Cup 1990. Ze verloor die finale van Sue Edwards uit Engeland met 0-4. Ook haalde ze op dat toernooi de finale van het koppeltoernooi samen met Rita Lagace. Ze verloren die finale van Sue Edwards en Sharon Colclough met 0-4. In 1998 verloor Pruim de finale van de Dutch Open van Francis Hoenselaar uit Nederland met 0-3. In 2001 won ze wel de Dutch Open. In de finale won ze van Carina Ekberg uit Zweden met 3-0. In 2001 verloor ze de finale van de Open Antwerpen van Francis Hoenselaar. Vicky Pruim haalde de halve finale van de World Professional Darts Championship 2002. Ze verloor van Trina Gulliver uit Engeland met 0-2. In 2004 won ze de Belgium Open. Ze won in de finale van Miranda Bols uit België. Op de WDF World Cup 2017 won Pruim de finale van Sharon Prins uit Nederland met 7-6. Op de BDO World Darts Championship 2018 verloor ze in de eerste ronde van Trina Gulliver met 1-2.

## Resultaten op wereldkampioenschappen

### BDO
- 2002: Halve finale (verloren van Trina Gulliver met 0-2)
- 2018: Laatste 16 (verloren van Trina Gulliver met 1-2)
- 2020: Laatste 16 (verloren van Corrine Hammond met 0-2)

### WDF

#### World Darts Championship
- 2022: Laatste 16 (verloren van Lorraine Winstanley met 0-2)

#### World Cup
- 1989: Laatste 16 (verloren van Gaby Kosuch met 1-4)
- 1991: Laatste 64 (verloren van Anna-Lucia Romano met 2-4)
- 1993: Laatste 16 (verloren van Valerie Maytum met 2-4)
- 1995: Laatste 16 (verloren van Sandra Greatbatch met 2-4)
- 1999: Laatste 16 (verloren van Patricia Farrell met 2-4)
- 2017: Winnaar (gewonnen in de finale van Sharon Prins met 7-6)
- 2019: Halve finale (verloren van Mikuru Suzuki met 0-6)
- 2023: Laatste 32 (verloren van Wendy Harper met 2-4)